# Pseudarchaster
Genre
Pseudarchaster est un genre d'étoile de mer de la famille des Pseudarchasteridae (anciennement classée parmi les Goniasteridae).

## Liste des espèces
Selon World Register of Marine Species (9 décembre 2014) :
- Pseudarchaster alascensis Fisher, 1905
- Pseudarchaster discus Sladen, 1889
- Pseudarchaster dissonus Fisher, 1910
- Pseudarchaster diversigranulatus Macan, 1938
- Pseudarchaster garricki Fell, 1958
- Pseudarchaster gracilis (Sladen, 1889)
- Pseudarchaster jordani Fisher, 1906
- Pseudarchaster macdougalli McKnight, 1973
- Pseudarchaster microceramus (Fisher, 1913)
- Pseudarchaster mozaicus Wood-Mason & Alcock, 1891
- Pseudarchaster myobrachius Fisher, 1906
- Pseudarchaster obtusus Hayashi, 1973
- Pseudarchaster oligoporus Fisher, 1913
- Pseudarchaster ornatus Djakonov, 1950
- Pseudarchaster parelii (Düben & Koren, 1846)
- Pseudarchaster pectinifer Ludwig, 1905
- Pseudarchaster pulcher Ludwig, 1905
- Pseudarchaster pusillus Fisher, 1905
- Pseudarchaster roseus (Alcock, 1893)
- Pseudarchaster tessellatus Sladen, 1889
- Pseudarchaster verrilli Ludwig, 1905

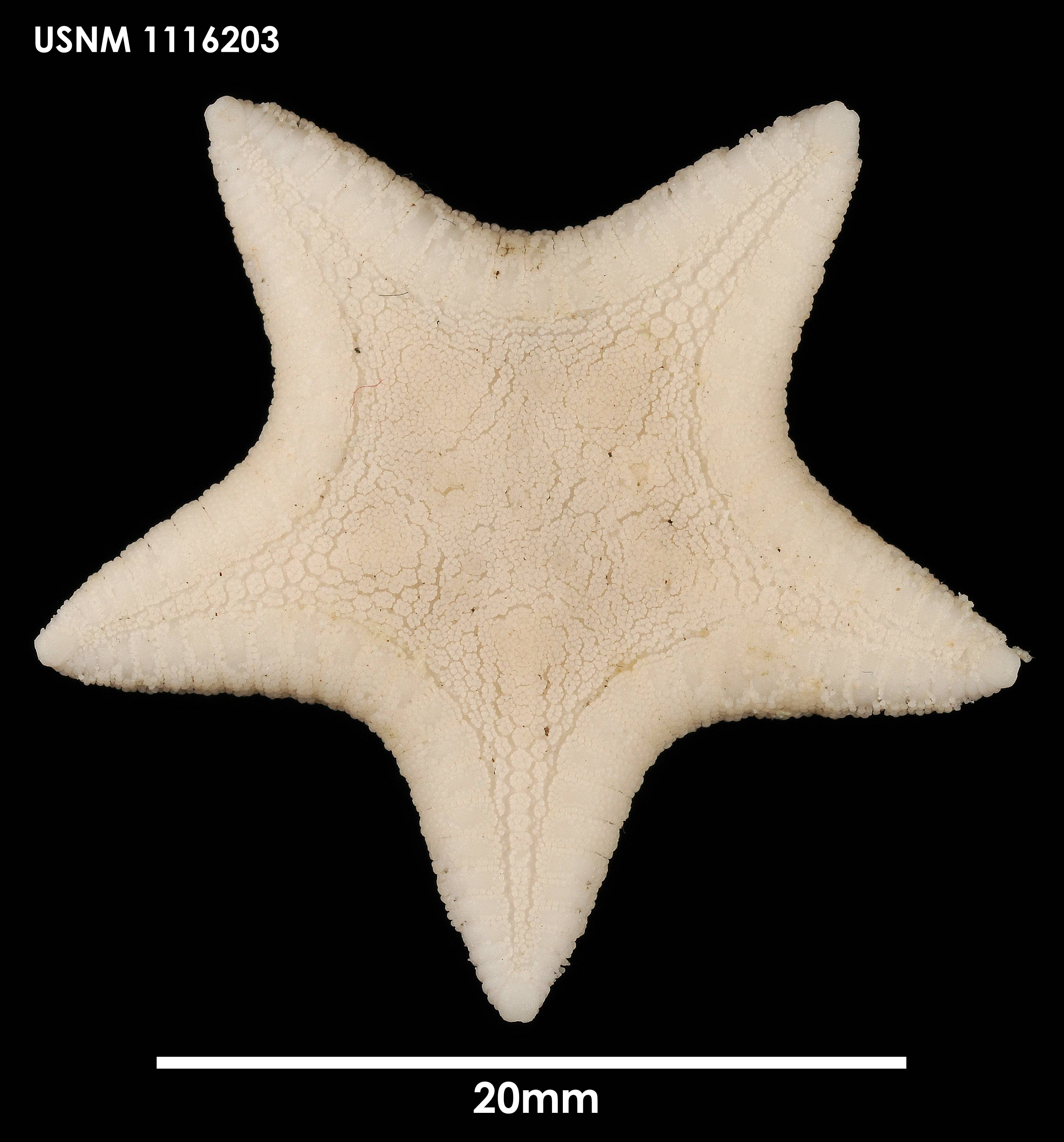
Pseudarchaster discus
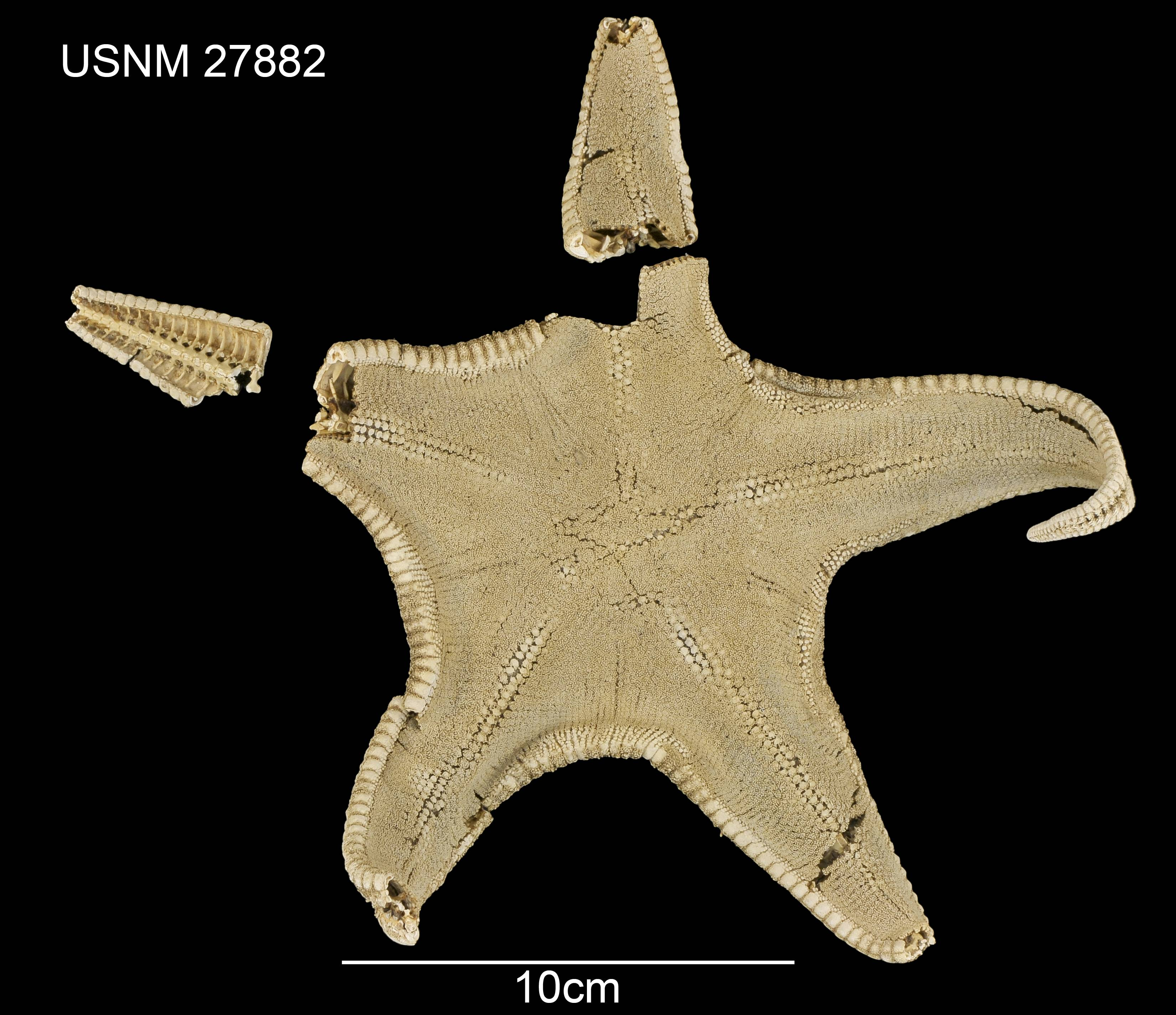
Pseudarchaster dissonus
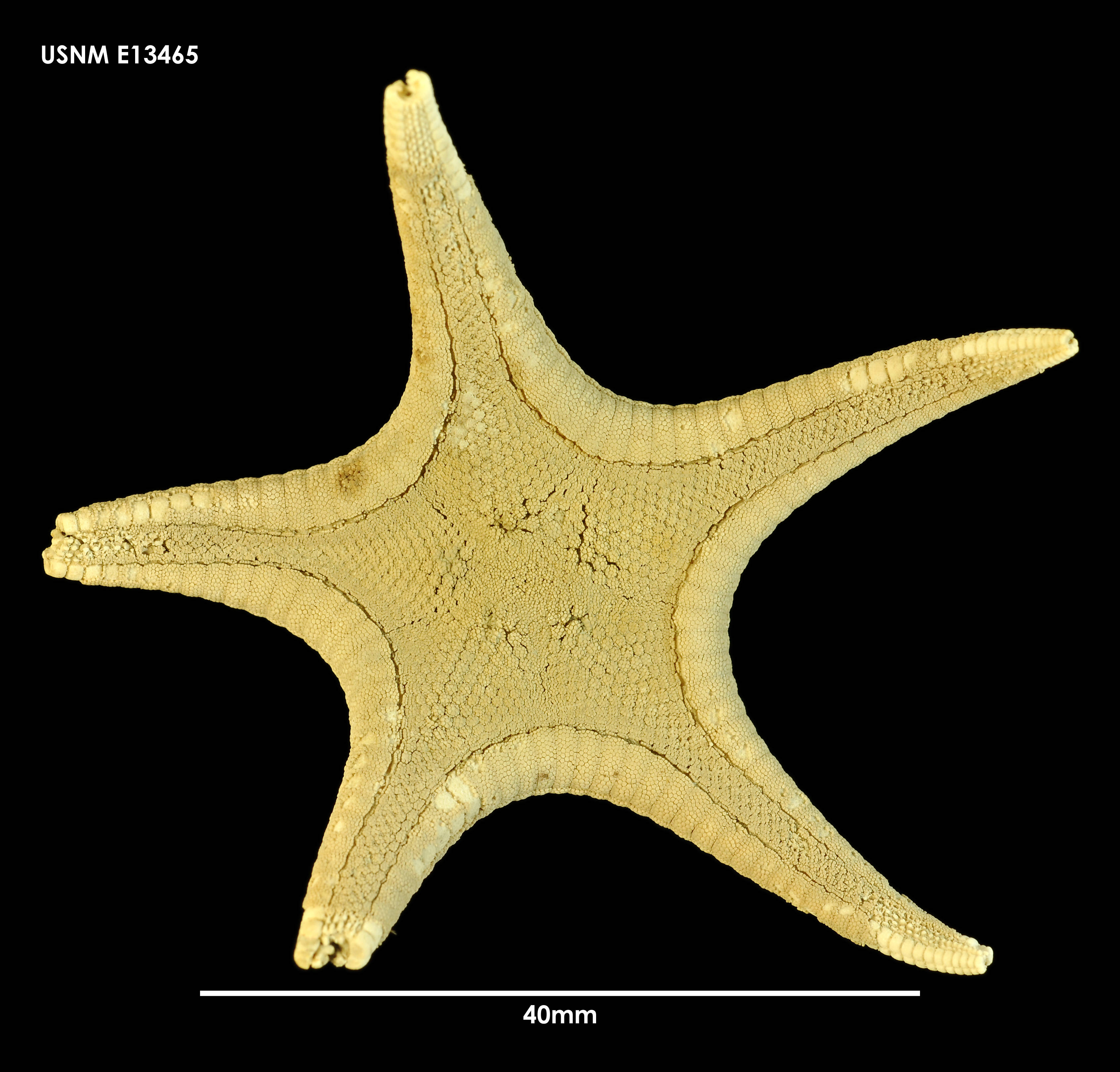
Pseudarchaster garricki
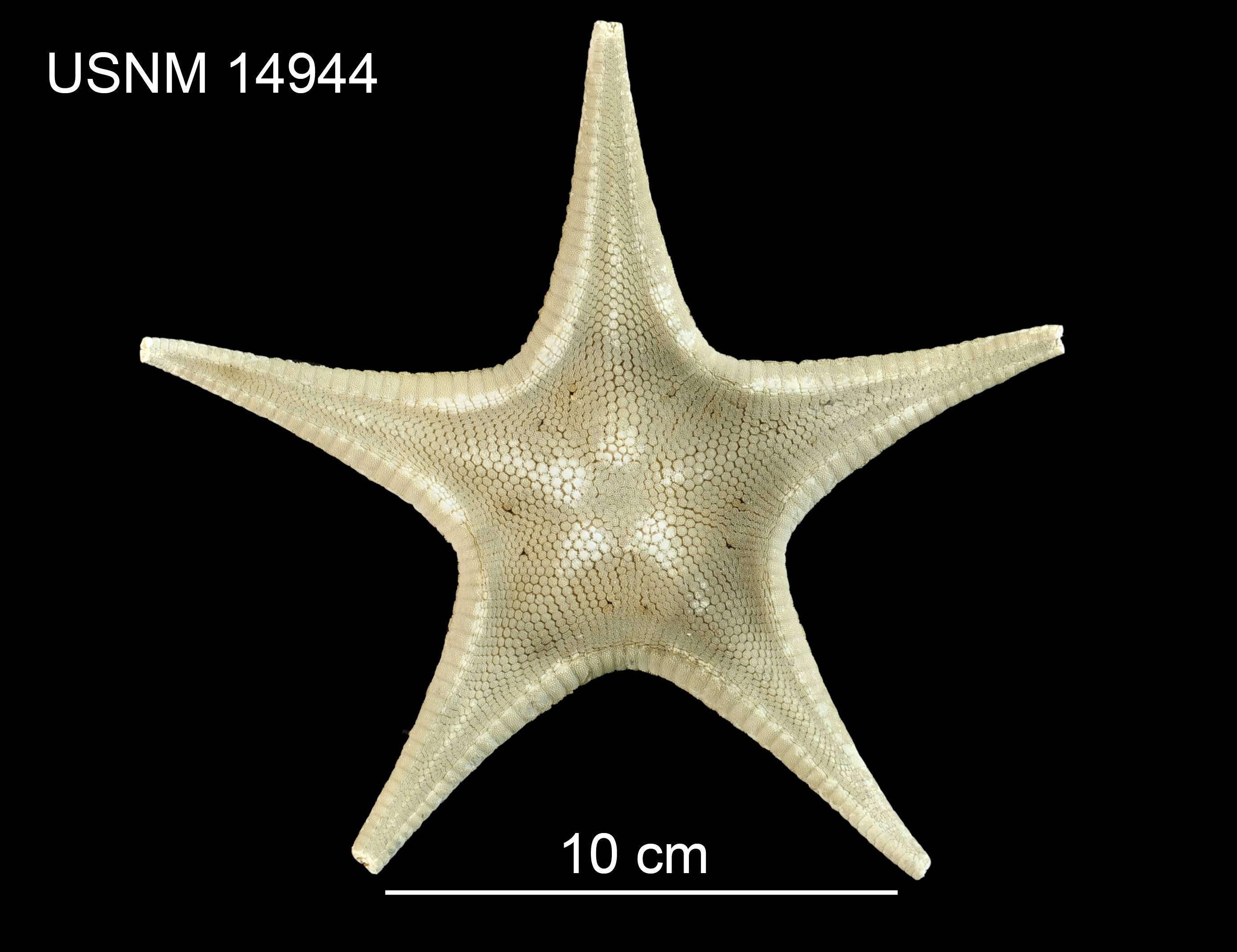
Pseudarchaster gracilis
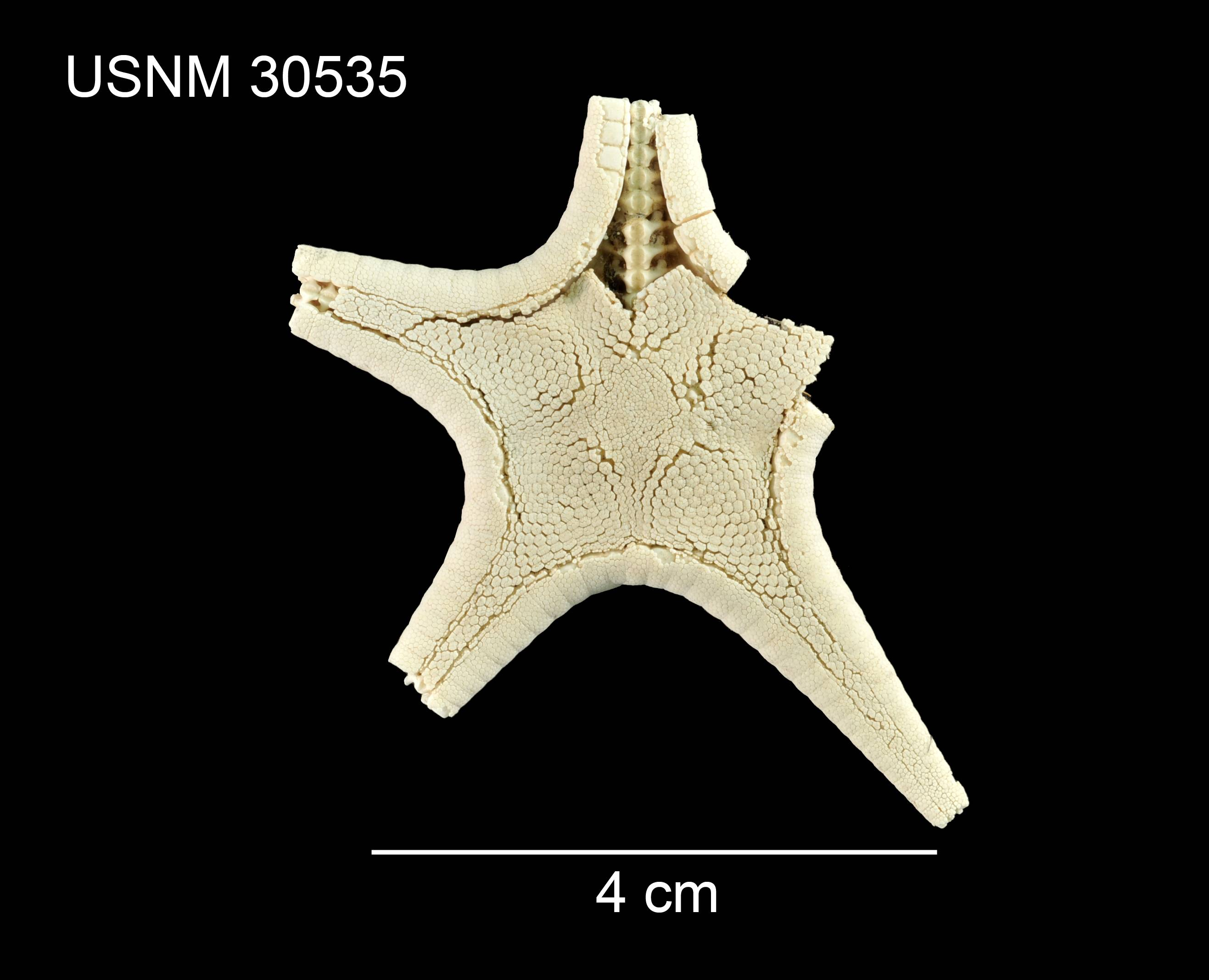
Pseudarchaster microceramus
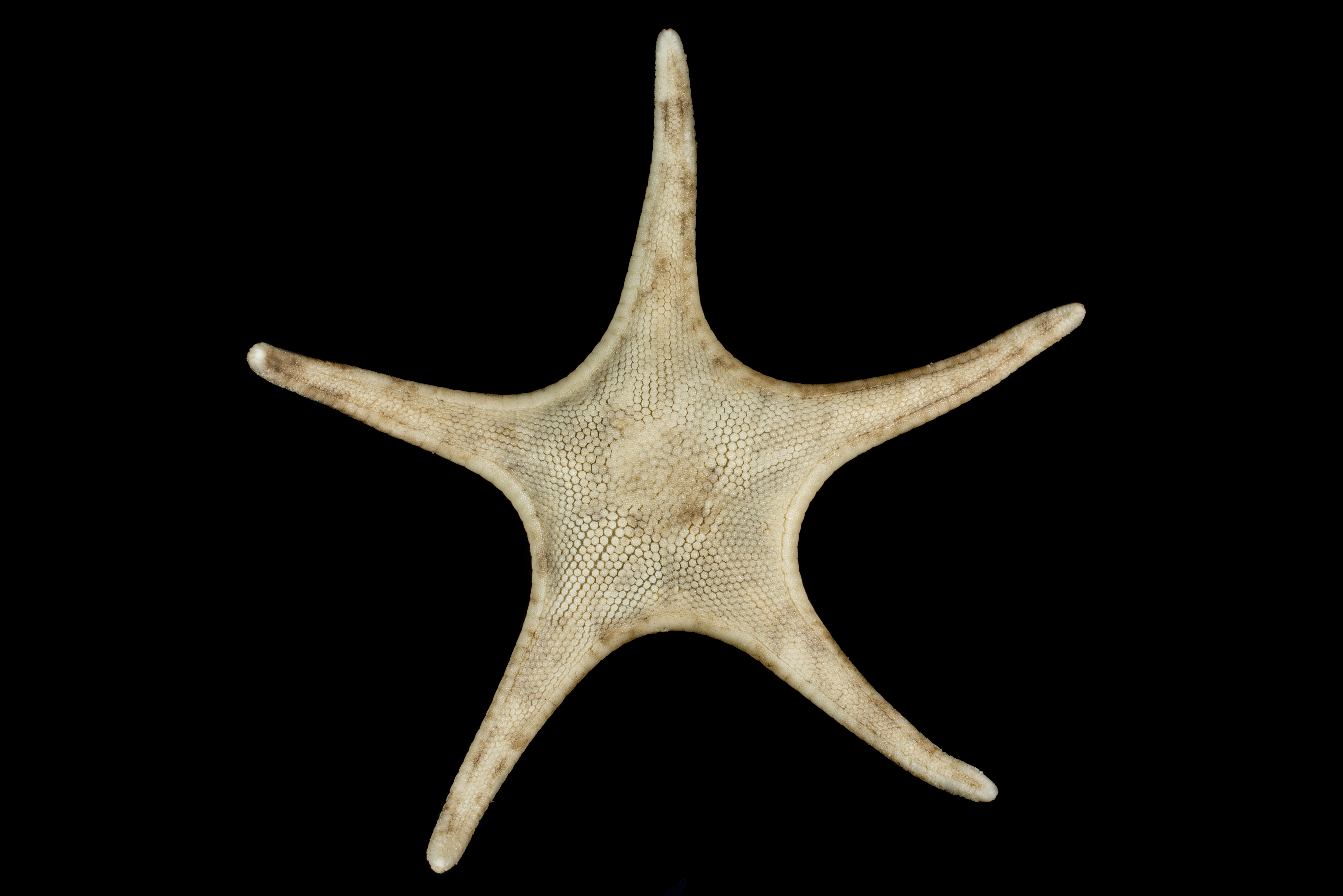
Pseudarchaster parelii